# 走査型拡がり抵抗顕微鏡
走査型拡がり抵抗顕微鏡（そうさがたひろがりていこうけんびきょう、Scanning Spread Resistance Microscopy : SSRM）は走査型プローブ顕微鏡の一種。

## 概要
接触型原子間力顕微鏡(CAFM)の原理を応用して試料表面の形状と局所的な抵抗分布を可視化するために使用される。
接触型AFMを基に、試料表面を接触モードAFMのフィードバック制御を利用してカンチレバーの探針の接触圧を強くして走査して導電性の高い探針の使用により、試料に印加した電圧の探針接触位置における試料表面での微小電流を測定することで、試料表面の局所的な抵抗分布が測定され、探針直下の試料内部の抵抗値は試料の構成により、絶縁体に近い場合もあることから、広いレンジの増幅率を備える電流検出アンプが不可欠で、探針先端部と表面の接触部を確保するためにカンチレバーには試料によっては探針により試料接触部が塑性変形を起こすほどの強い負荷力がかけられる場合もある。

## 用途
- 半導体材料のドーパントの分布測定
- 集積回路の欠陥解析